# Пазини, Альберто
Пьетро Мария Альберто Пазини (итал. Pietro Maria Alberto Pasini; 3 сентября 1826, Буссето, Парма — 15 декабря 1899, Cavoretto) — итальянский художник-ориенталист.

## Биография
Родился в 1826 году в Буссето. Рано осиротел и с двухлетнего возраста воспитывался в Парме, в доме своего дяди, Антонио Пазини, второстепенного художника из круга Джованни Бодони.
Это предопределило выбор карьеры, сделанный Альберто, однако «свой» жанр в искусстве — ориентализм — он нашёл далеко не сразу. Первоначально юноша хотел стать пейзажистом и в 17 лет поступил в Академию изящных искусств Пармы на кафедру пейзажа. В дальнейшем директор Академии, по каким-то причинам, перевёл его на кафедру литографии, которой он позднее, после окончания Академии, успешно занимался некоторое время.
Пазини участвовал в Австро-итальянской войне (1848—49), после окончания которой поселился в Турине, где создал, в частности, серию из 30 литографий «Замки Пармы и Пьяченцы» (1850—51).
В 1851 году он переехал в Женеву, а оттуда в Париж, где учился у акварелиста и гравёра Эжена Сисери и только в 1854 году перешёл в мастерскую ориенталиста Теодора Шассерио, став затем на всю жизнь приверженцем этого жанра.
Весной 1855 года, по протекции Шассерио, получил место штатного чертёжника во французском МИДе, участвовал в поездках французских дипломатов и разведчиков в Персию, Турцию, Сирию, Египет и Аравию. Там он выполнил множество набросков, которые в дальнейшем легли в основу картин, а картины принесли художнику громкую славу.
Кавалер орденов Почетного легиона (1878) и Святых Маврикия и Лазаря, офицер ордена Льва и Солнца.
Скончался Пазини в 1899 году в пригороде Турина.
В Парме его именем названа улица.

## Галерея
- «Религиозный конфликт». Конная схватка между персами-шиитами (слева) и турками-суннитами (справа). 1859, Художественный музей Университета Уайденера, Честер (Пенсильвания)
- Персидская артиллерия (пушки перетаскивают крестьяне, насильно согнанные из окрестных деревень), 1864
- Шатры у ворот Константинополя, 1881
- Золотой рог, ок. 1876
- Дамаск. Сцена у колодца. 1880, Художественный музей Уолтерса, Балтимор
- Мечеть. 1872, Метрополитен-музей, Нью-Йорк
- Базарный день в Константинополе, 1877, Художественный музей Беркшира, Питсфилд (Массачусетс)
- Каир